# CASANOVA SAID "LIVE OR DIE"
『CASANOVA SAID “LIVE OR DIE”』（カサノバ・セッド "ライブ・オア・ダイ"）は、THEE MICHELLE GUN ELEPHANTの2枚目のライブ・アルバム。2000年12月13日にヒートウェーヴよりリリースされた。ベスト・アルバム『TMGE 106』と同時発売。

## 概要
前作より7年1ヶ月ぶり、メジャーとしては初となるライブ・アルバム。2000年7月26日に赤坂BLITZにて行われたライブツアー「World Casanova Snake Tour」ファイナル公演の模様が収録されている。
初回盤のみアンコール4曲を収録した8cm CD付属。

## 収録曲
1. プラズマ・ダイブ
2. ヤング・ジャガー
3. ダスト・バニー・ライド・オン
4. ソウル・ワープ
5. コブラ
6. ラプソディー
7. 裸の太陽
8. ベイビー・スターダスト
9. シルク
10. アッシュ
11. ベガス・ヒップ・グライダー
12. アウト・ブルーズ
13. ドロップ
14. ピンヘッド・クランベリー・ダンス
15. アンジー・モーテル
16. ピストル・ディスコ
17. GT400
18. デッド・スター・エンド
19. CISCO ～想い出のサンフランシスコ～
20. リボルバー・ジャンキーズ

初回版特典 8cm CD
1. 深く潜れ (encore 1)
2. Baby, please go home (encore 1)
3. ジェニー (encore 1)
4. ダニー・ゴー (encore 2)